# Акшехір (озеро)
Акшехір (тур. Akşehir Gölü) — прісноводне безстічне озеро, з невеликою концентрацією солі, у провінціях Конья та Афйонкарахісар у Південно-Західній частині Туреччині. На півдні озера розташоване однойменне місто Акшехір (Філомеліон) .
Озеро має тектонічне походження, раніше було поєднане каналом із озером Ебер, згодом внаслідок іригаційних робіт цей взаємозв'язок перервався. Живиться потоками із хребта Султан-даґі, менших потічків, а також джерелами, що б'ють у його центральній частині (котрі надають воді солонуватості). Рівень регулюється випаровуванням. Вода використовується для поливу.

## Значення для біосфери
Озеро, було оголошено в 1989 році компанією BirdLife International як важливе місце для проживання деяких видів водоплавних птахів, які знаходяться під загрозою зникнення, через полювання чи вирізування очерету. Серед інших тут проживають пелікани, чайки, дикі гуси та качки.

## Зміна берегової лінії
Починаючи із 1975 року, відбувається поступова зміна берегової лінії та зменшення площі озера. З початкової довжини 25 кілометрів периметр озера скоротився до 23 кілометрів у 1987, 17 км у 2000 та 14 км у 2006.